# Ferrovie Calabro Lucane
Ferrovie Calabro Lucane era il nome di una una società ferroviaria italiana.
Con lo stesso nome era indicata la sua vasta rete di ferrovie, a scartamento ridotto e in concessione, iniziata agli albori del XX secolo ed estesa su quattro regioni (la totalità di Lucania e Calabria, oltre alla provincia di Salerno in Campania e alla provincia di Bari in Puglia).

## Storia

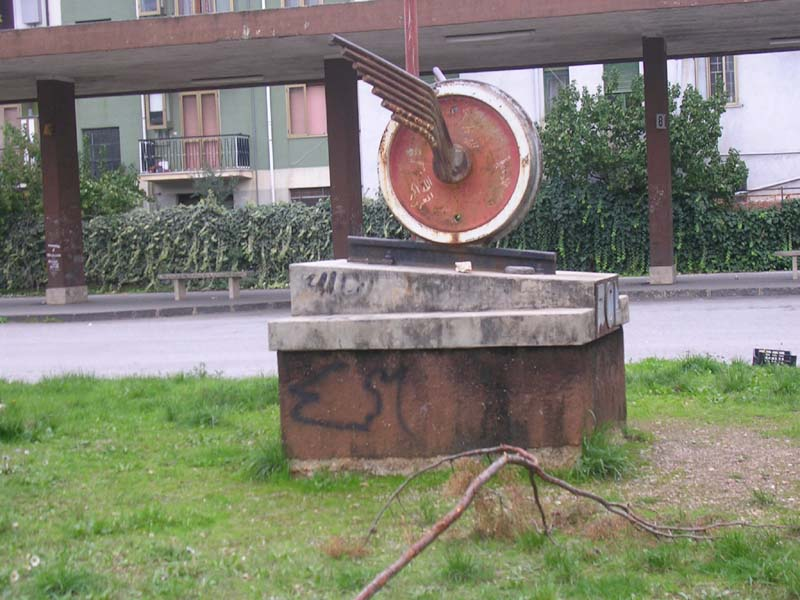
La ruota alata, simbolo delle Ferrovie Calabro Lucane, comune a diverse compagnie ferroviarie italiane, qui ripresa a Castrovillari

Le origini progettuali di alcune tratte della rete risalgono all'ultimo ventennio del XIX secolo. Nel 1882 la deputazione provinciale di Cosenza richiese al governo del Regno la costruzione della Spezzano Albanese–Castrovillari–Lagonegro che avrebbe collegato Cosenza e il cuore della Calabria, attraverso la ferrovia del Vallo di Diano, a Salerno e Napoli. L'approvazione, che arrivò soltanto il 4 dicembre 1902 con la legge Zanardelli, ne previde la costruzione, anche se con la clausola dello scartamento ridotto per contenere i costi.
La costruzione delle altre linee fu attuata in seguito dalla Società per le Strade Ferrate del Mediterraneo che, in seguito alla statalizzazione delle ferrovie italiane del 1905, aveva dovuto cedere allo Stato la sua Rete Mediterranea, ricevendo in cambio un lauto risarcimento che si proponeva di re-investire. La richiesta al governo di una concessione per la costruzione di una propria rete interregionale fu ottenuta con la legge 580 del 21 luglio 1910, cui fece seguito la "Convenzione" con legge n. 135 del 26 gennaio 1911. L'apertura all'esercizio della prima tratta, la Bari–Matera, avvenne il 9 agosto 1915.
In base alla convenzione la società costruttrice ottenne anche l'incarico all'esercizio, pertanto diede avvio alla sua gestione con una Direzione centrale (con sede a Roma) e due uffici decentrati (in Puglia e in Calabria). Il progetto iniziale era ambizioso: connettere tra loro quattro regioni – Campania, Lucania, Puglia e Calabria – e sette provincie – Salerno, Potenza, Matera, Bari, Cosenza, Catanzaro e Reggio Calabria – con la strada ferrata, ma col tempo si ridusse e si concretizzò solo in parte, a causa del lungo periodo di stasi imposto dal frangente bellico prima e post-bellico poi.
Il 9 ottobre 1916 venne avviato l'esercizio sul tronco di linea Cosenza–Rogliano e conseguentemente attivato il servizio di corrispondenza merci con le FS. Dopo il rallentamento dei lavori dovuto alla prima guerra mondiale, il giorno 11 ottobre 1922 fu aperto all'esercizio il tronco Pedace–San Pietro in Guarano di km 21+812.
Nel periodo 1915-1934 la rete ferroviaria costruita, entrata in esercizio e aperta al pubblico raggiunse una lunghezza complessiva di circa 740 km. L'ultima tratta ad essere aperta fu la Camigliatello–San Giovanni in Fiore, nell'aprile del 1956.
Restarono sulla carta varie tratte di congiunzione: Mammola–Cinquefrondi, Mileto–Chiaravalle Centrale, San Giovanni in Fiore–Petilia Policastro, Marsico Nuovo–Laurenzana, Marsico Nuovo–Montalbano Jonico. Per alcune si trattò di una giusta rinuncia in quanto ormai superate tecnicamente, mentre al contrario per altre fu il motivo del precoce inaridimento; private dello sbocco costiero finirono per limitarsi a svolgere un traffico passeggeri e merci del tutto locale e limitato.

### Date di apertura all'esercizio delle singole tratte

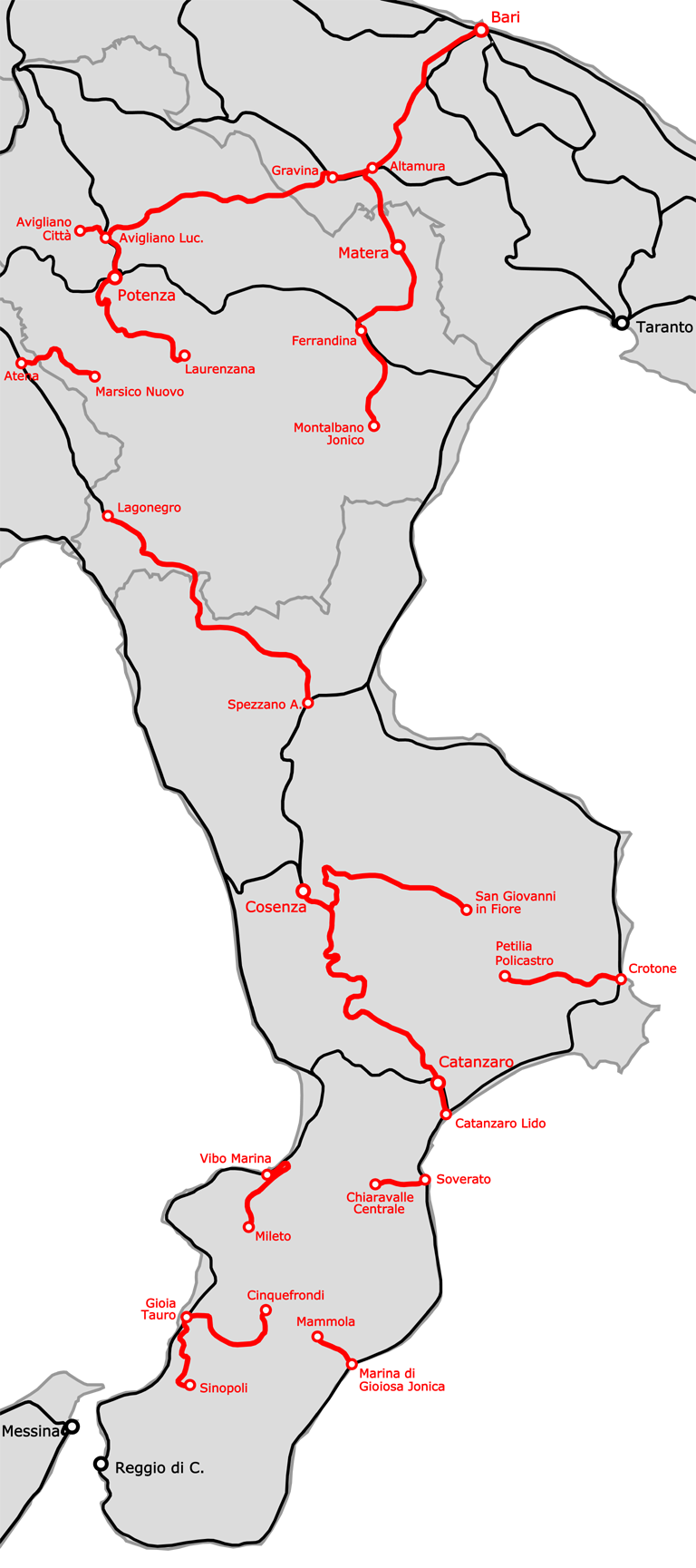
La rete FCL alla sua massima estensione (1960)

- Bari–Matera–Montalbano Jonico (141,165 km):
  - Bari–Matera (75,800 km), il 9 agosto 1915[5]
  - Matera–Miglionico (27,708 km), il 24 maggio 1928
  - Miglionico–Montalbano Jonico (37,656 km), il 29 ottobre 1932
- Altamura–Avigliano Lucania (85,291 km):
  - Acerenza–Avigliano Lucania (19,188 km), il 26 maggio 1930
  - Altamura–Acerenza (66,103 km), il 21 aprile 1934
- Avigliano Città–Avigliano L.–Potenza–Laurenzana (64,778 km):
  - Potenza Inferiore Scalo–Pignola (12,130 km), il 23 gennaio 1919[5]
  - Avigliano Città–Avigliano Lucania (7,716 km), il 26 maggio 1930
  - Pignola–Laurenzana (30,370 km), il 4 novembre 1931
  - Potenza Città–Potenza Inferiore Scalo (3,083 km), il 1º luglio 1933
  - Potenza Città–Avigliano Lucania (11,477 km), il 28 ottobre 1933
- Atena–Marsico Nuovo (26,764 km), il 28 ottobre 1931
- Lagonegro–Spezzano Albanese (104,745 km):
  - Spezzano Albanese–Castrovillari (25,254 km), il 15 settembre 1915[5]
  - Lagonegro–Laino Borgo (39,857 km), il 28 ottobre 1929[6]
  - Castrovillari–Morano Calabro (3,377 km), il 23 giugno 1930
  - Laino Borgo–Morano Calabro (32,255 km), il 1º luglio 1931
- Cosenza–Catanzaro (109,824 km):
  - Cosenza–Rogliano (23,240 km), il 9 ottobre 1916[5]
  - Rogliano–Soveria Mannelli (35,484 km), l'11 ottobre 1922[5]
  - Soveria Mannelli–Decollatura (6,338 km), il 30 marzo 1924[5]
  - Catanzaro Città–Catanzaro Lido (11,121 km), il 10 luglio 1933
  - Decollatura–Catanzaro Città (33,639 km), il 18 giugno 1934
- Pedace–San Giovanni in Fiore (67,084 km):
  - Pedace–San Pietro in Guarano (21,811 km), l'11 ottobre 1922[5]
  - San Pietro in Guarano–Camigliatello Silano (17,582 km), il 10 agosto 1931
  - Camigliatello Silano–San Giovanni in Fiore (27,690 km), il 6 maggio 1956[7]
- Crotone–Petilia Policastro (41,841 km):
  - Crotone Centro–Petilia Policastro (40,666 km), il 16 giugno 1930
  - Bivio Porto–Crotone Porto (1,175 km), il 2 agosto 1930
- Vibo Valentia–Mileto (27,881 km):
  - Vibo Valentia–Vibo Valentia Città (14,887 km), il 2 luglio 1917
  - Vibo Valentia Città–Mileto (12,993 km), il 4 ottobre 1923
- Soverato–Chiaravalle Centrale (22,950 km), il 15 dicembre 1923
- Gioia Tauro–Cinquefrondi (31,737 km):
  - Gioia Tauro–Cittanova (21,219 km), il 1º giugno 1924[5]
  - Cittanova–Cinquefrondi (10,518 km), il 28 marzo 1929
- Gioia Tauro–Palmi-Sinopoli (26,280 km):
  - Gioia Tauro–Palmi-Seminara (12,975 km), il 18 gennaio 1917[5]
  - Seminara–Sinopoli (13,307 km), il 21 aprile 1928
- Marina di Giojosa–Mammola (14,514 km), il 1º agosto 1931

Le linee attivate assommavano ad un totale di km 737,173 di ferrovie a scartamento ridotto.

### La seconda fase storica: le chiusure

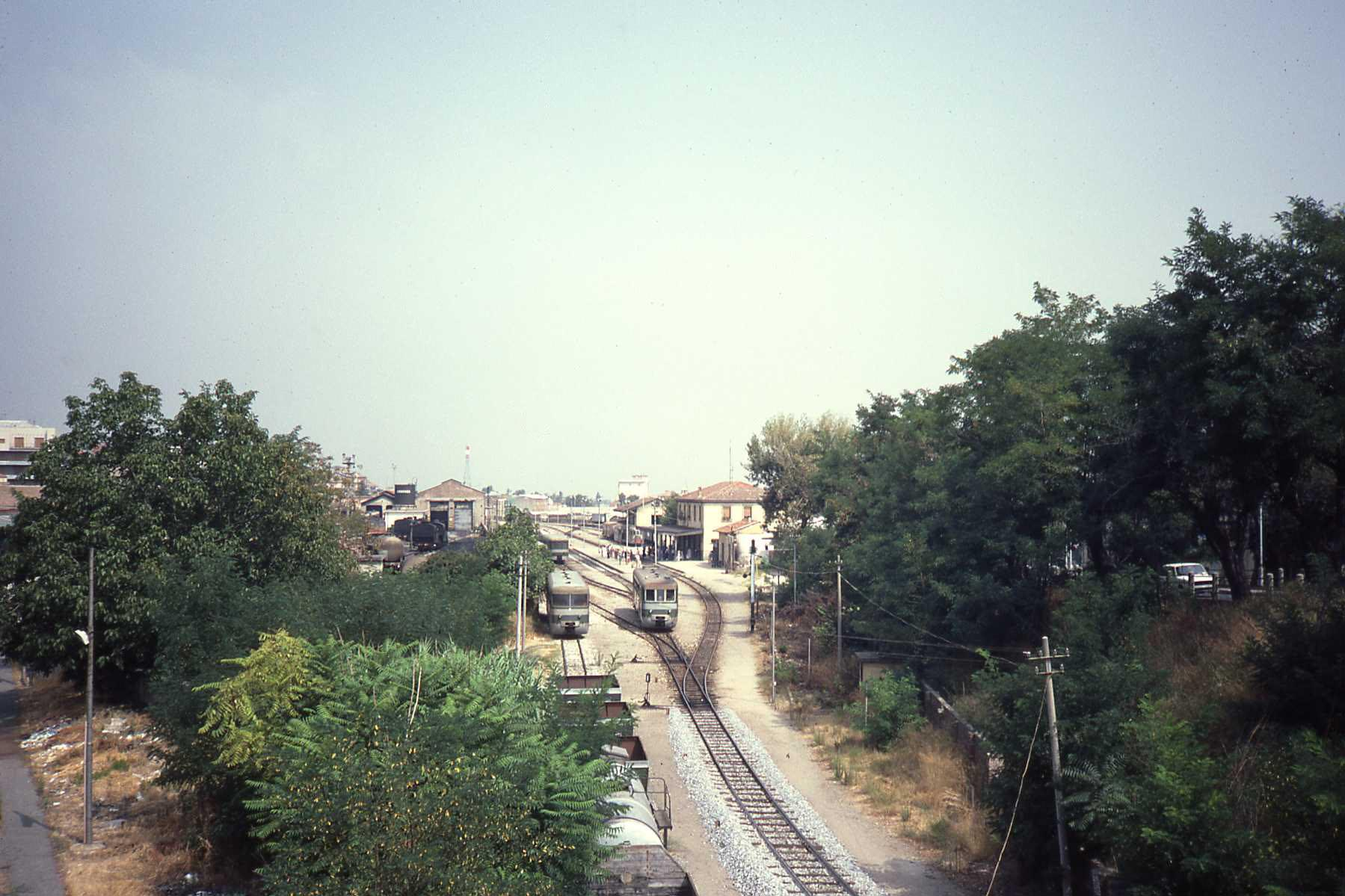
Cosenza (1984)

La riduzione all'osso delle spese di manutenzione degli impianti e dei rotabili attuata dalla Mediterranea fu, nel 1961, la motivazione alla base di un gravissimo incidente in seguito al quale venne revocata la concessione alla Mediterranea (MCL) e venne istituita al suo posto la Gestione commissariale governativa dell'intera rete ferroviaria Calabro-Lucana.
Gli anni sessanta tuttavia erano quelli dello sviluppo frenetico del trasporto su gomma, pubblico e privato che di conseguenza fece ridurre drasticamente l'uso del trasporto su ferro limitato per forza di cose al trasporto di studenti e pendolari. Le FCL così, trascurate nella indispensabile modernizzazione, divennero bersaglio della politica dei tagli dei cosiddetti "rami secchi".

Nell'arco di due decenni le Calabro Lucane vennero private di lunghe tratte di linea talvolta ancora utili. In periodi dell'anno molto rigidi, lungo i valichi impervi dell'Aspromonte e del Pollino, della Sila, infatti le comunicazioni su gomma diventano estremamente difficili.

Con il passare degli anni le FCL imboccarono la rotta dell'adattamento ai nuovi bisogni della gente divenendo azienda di trasporto misto, sempre più su gomma e meno su rotaia, dotandosi di un parco di varie centinaia di autobus. Il pericolo della soppressione delle poche tratte di ferrovia residue tuttavia permane ancora.
Le tratte chiuse furono:
- 1966 Atena–Marsico Nuovo
- 1966 Vibo Marina–Mileto
- 1968 Marina di Gioiosa Jonica–Mammola
- 1969 Soverato–Chiaravalle Centrale
- 1969 Pignola–Laurenzana
- 1972 Matera–Montalbano Jonico
- 1972 Crotone–Petilia Policastro
- 1978 Lagonegro–Spezzano Albanese
- 1980 Potenza–Pignola

Nel 1989 ciò che restava della rete FCL fu scissa in due distinte gestioni governative: le Ferrovie Appulo Lucane (FAL) e le Ferrovie della Calabria (FC).

## Caratteristiche generali

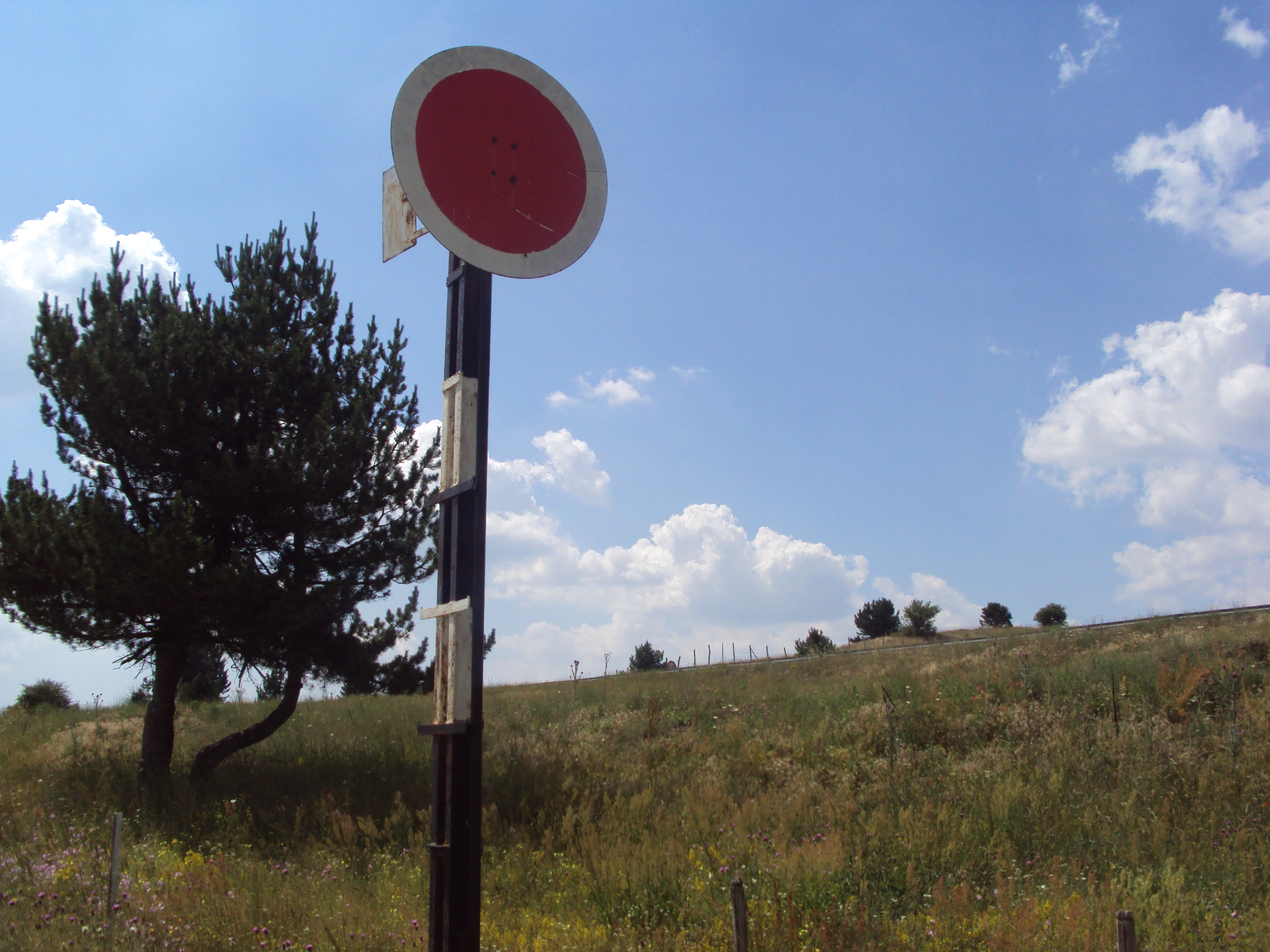
Un classico segnale a disco delle Ferrovie Calabro Lucane

Concepite sin dall'origine come "ferrovie di montagna" la loro storia si è strettamente compenetrata con le condizioni socio-economiche delle popolazioni servite.

La qualificazione di "ferrovie di montagna" è ascrivibile alle caratteristiche prevalenti del territorio attraversato: zone montuose spesso impercorribili con i mezzi ordinari di comunicazione.

La difficoltà di percorso giustificò nel passato la scelta dello scartamento ridotto e la bassa velocità commerciale (circa 30 km/h); in molti tratti i dislivelli altimetrici superano il 60 per mille e la presenza di curve di raggio ridotto non consente elevate velocità. I punti in cui i dislivelli raggiungevano il 100 per mille, all'epoca furono superati con aderenza a cremagliera.

### Esercizio e gestione del traffico ferroviario
L'esercizio delle linee avveniva inizialmente tramite blocco telegrafico, per poi passare al blocco telefonico e, solo negli ultimi anni ottanta, ai primi apparati ACEI sulle principali tratte (il primo, sperimentale, fu installato nel 1985 presso la stazione di Catanzaro Sala). Il segnalamento veniva garantito da semplici segnali a disco, comandati tramite cavi fin dalla stazione, tramite appositi banchi di comando di costruzione Max Judel o O.M.S./Barone.
Ad oggi le uniche linee ex-FCL sopravvissute con segnalamento a disco sono la Pedace–San Giovanni in Fiore, la Gioia Tauro–Cinquefrondi e la Gioia Tauro–Palmi in carico a Ferrovie della Calabria, mentre nella rete delle Ferrovie Appulo Lucane è gestita ancora in maniera tradizionale la linea Gravina in Puglia - Avigliano Lucania.

## Parco rotabili

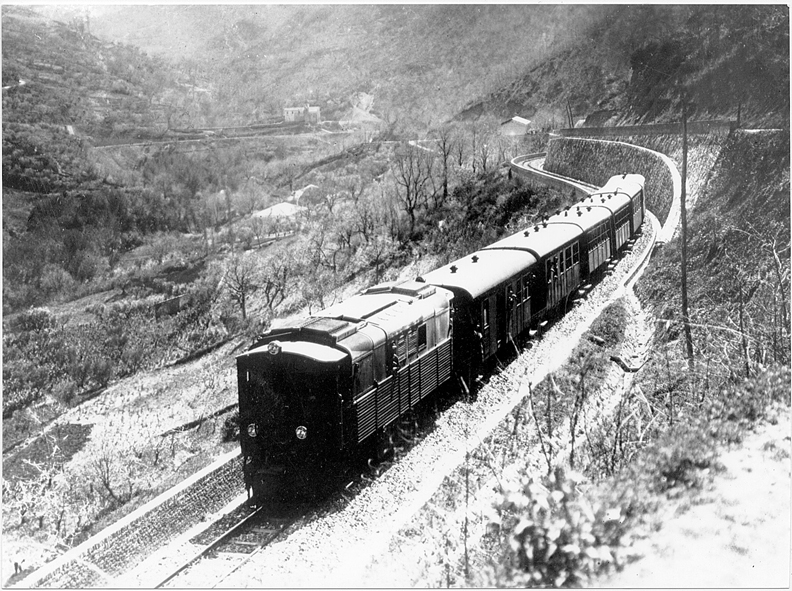
Locomotiva Diesel Fiat al traino di un treno passeggeri
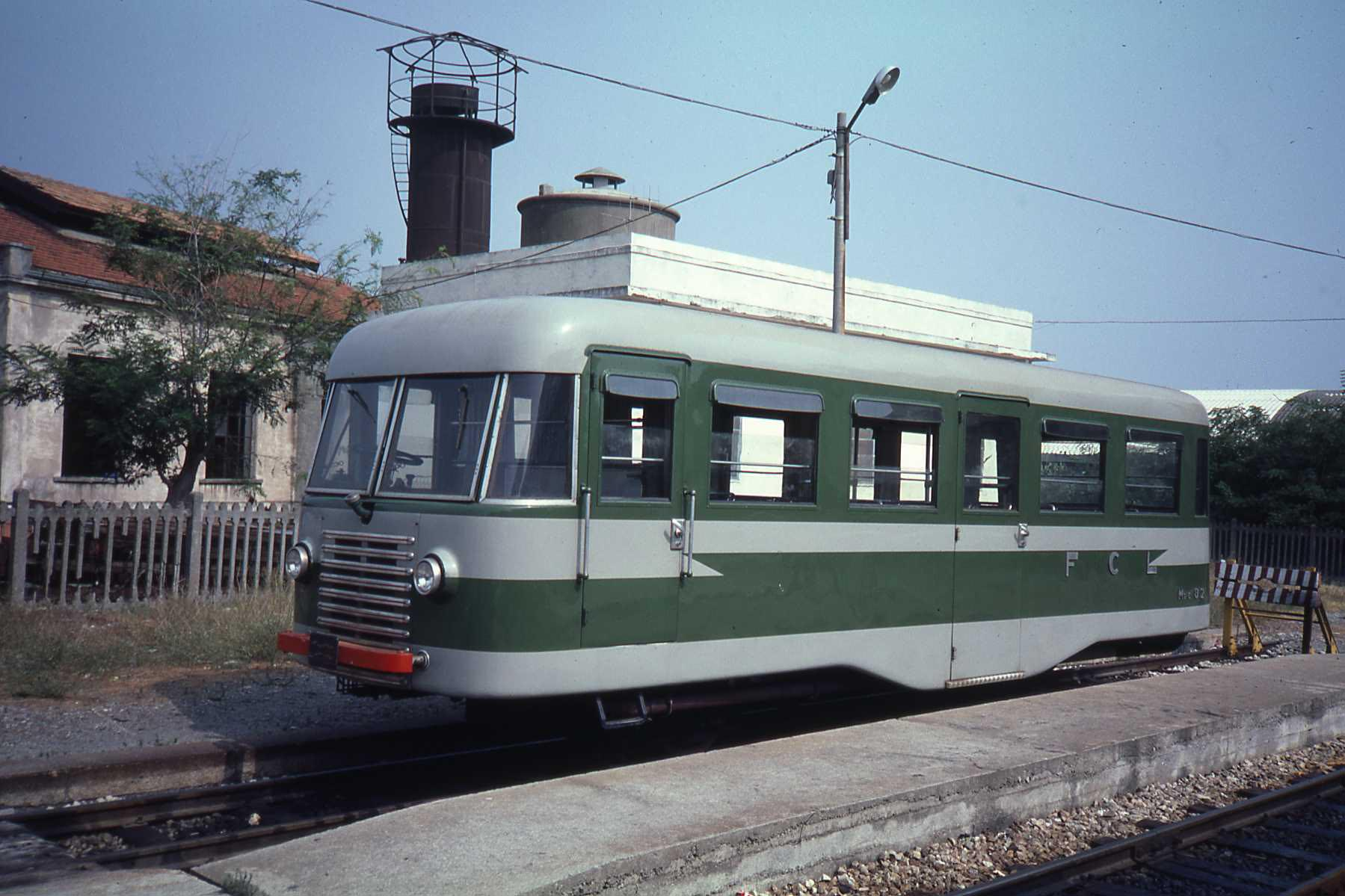
Emmina serie M1c.80R
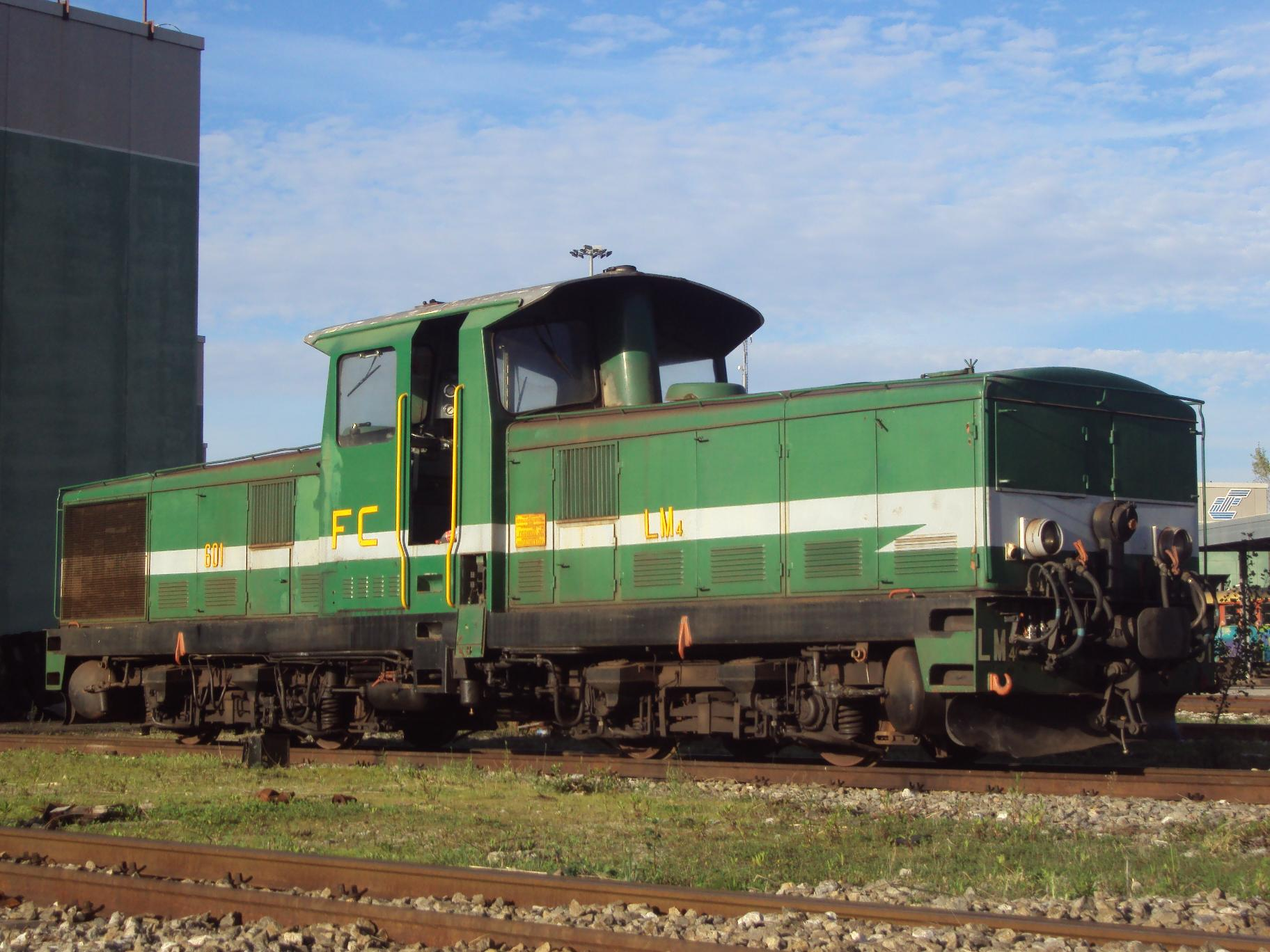
Locomotore diesel LM4
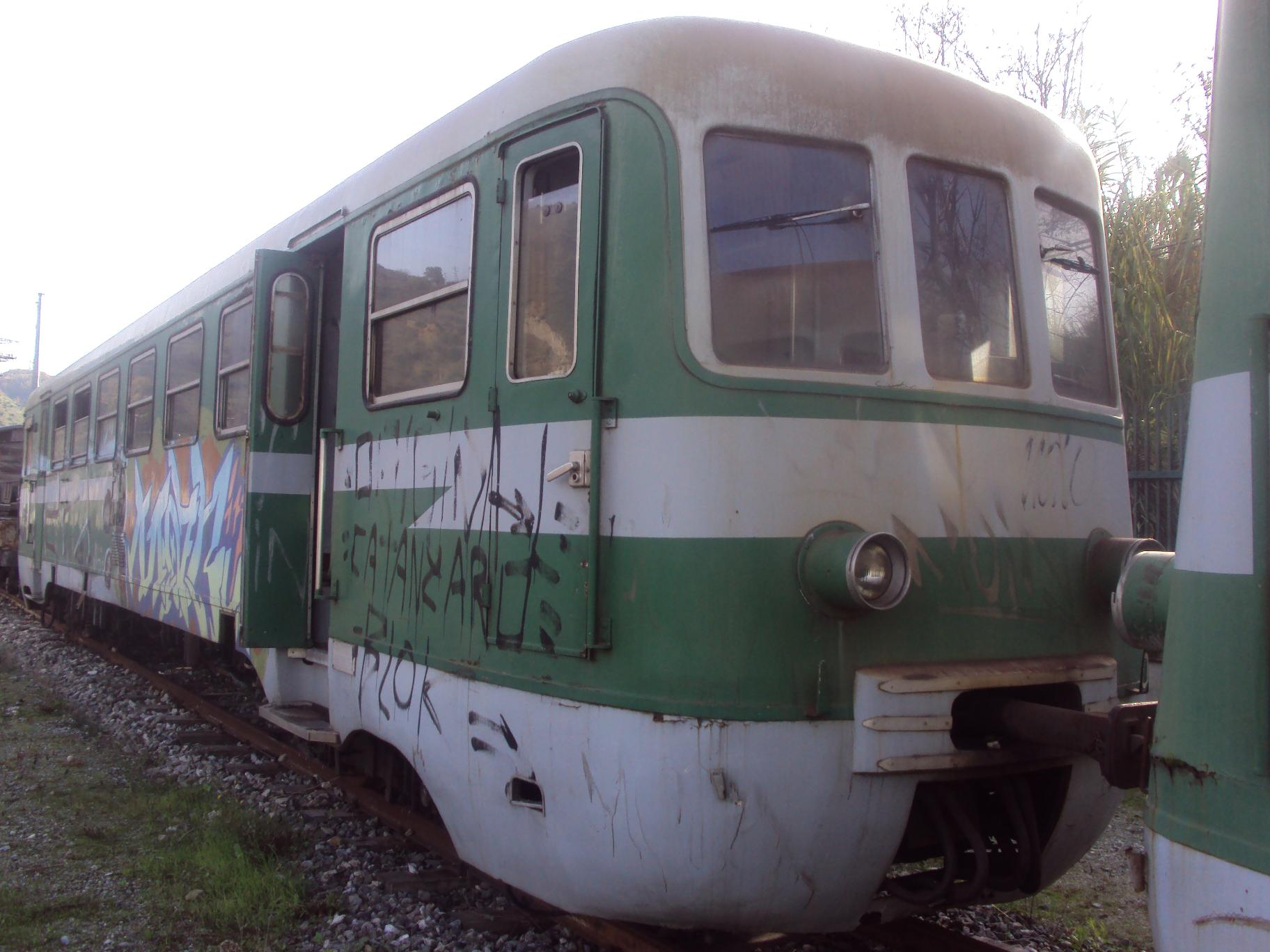
Automotrice M2.120
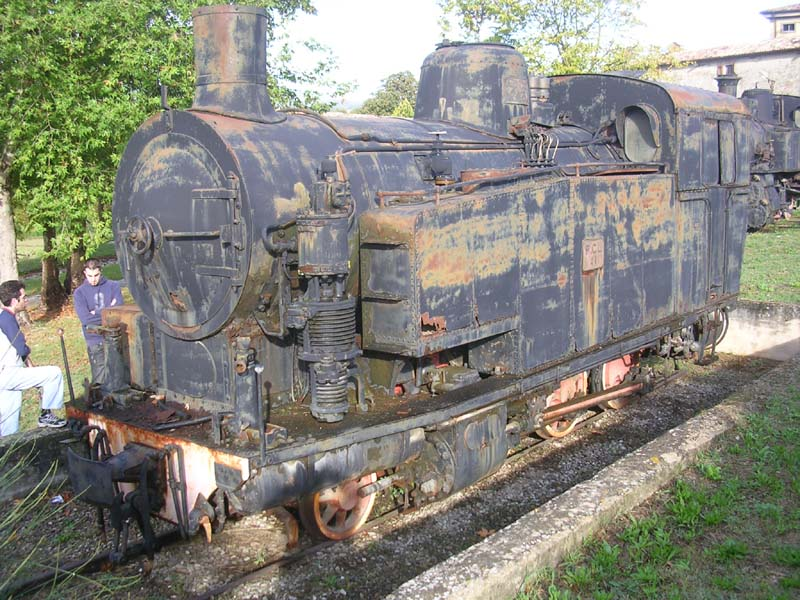
Locomotiva a vapore gruppo 400
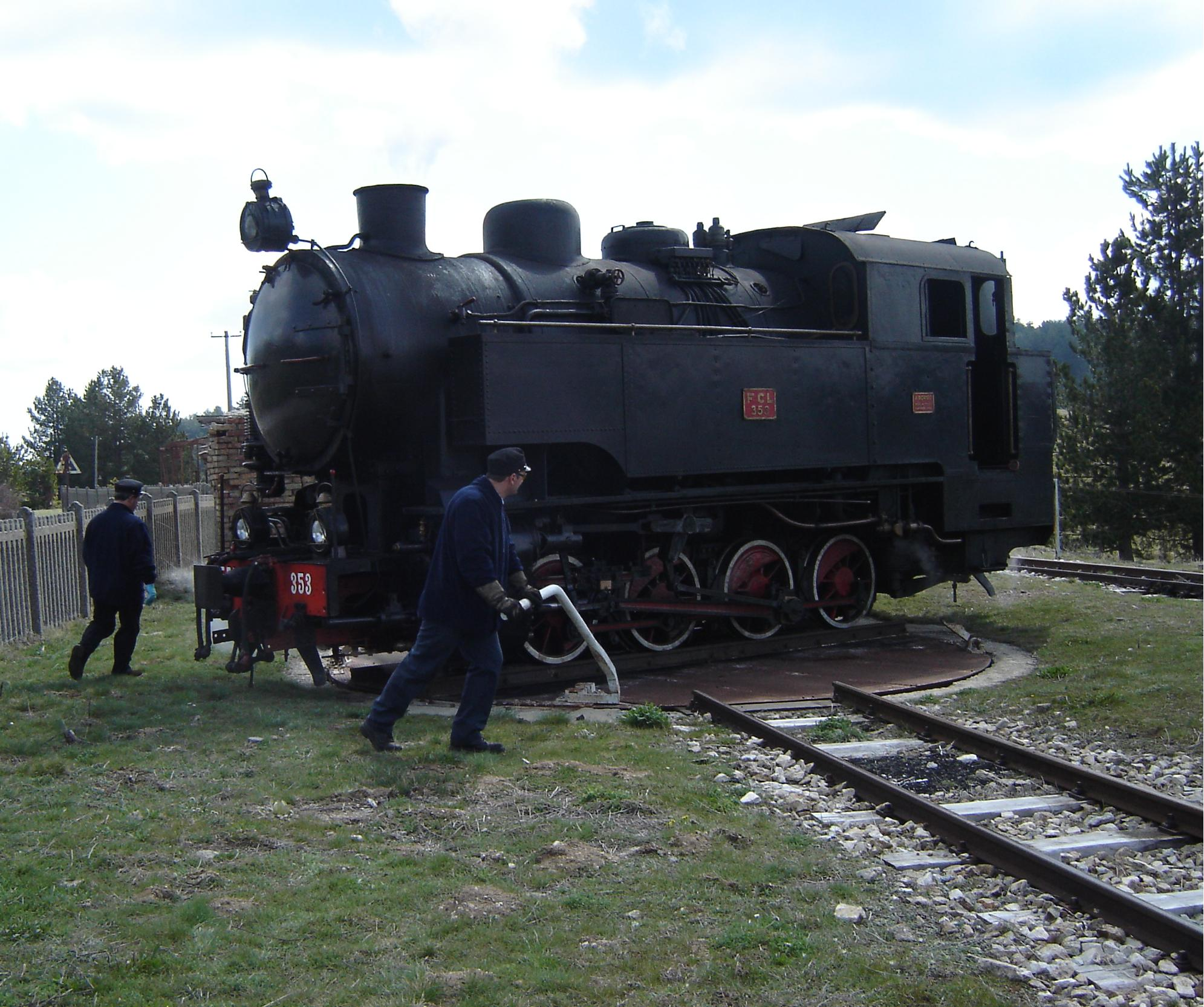
Locomotiva a vapore gruppo 350
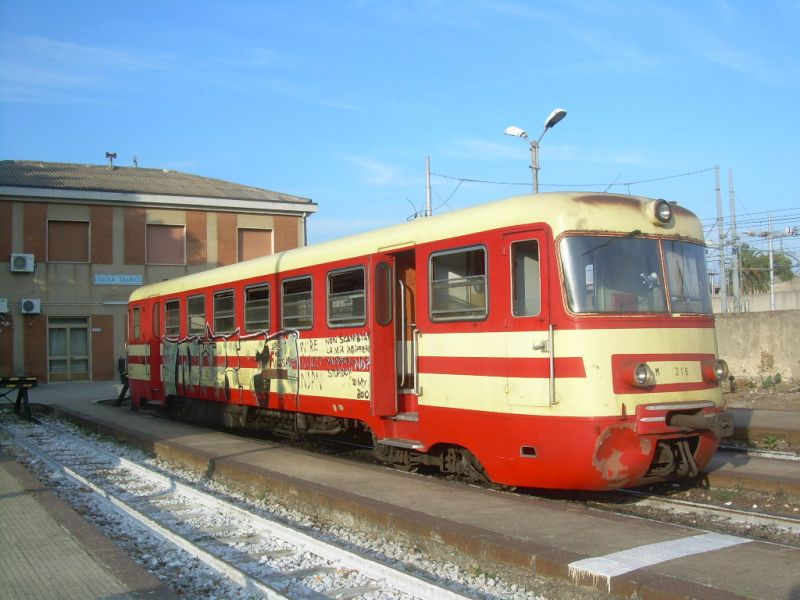
Automotrice M2.200
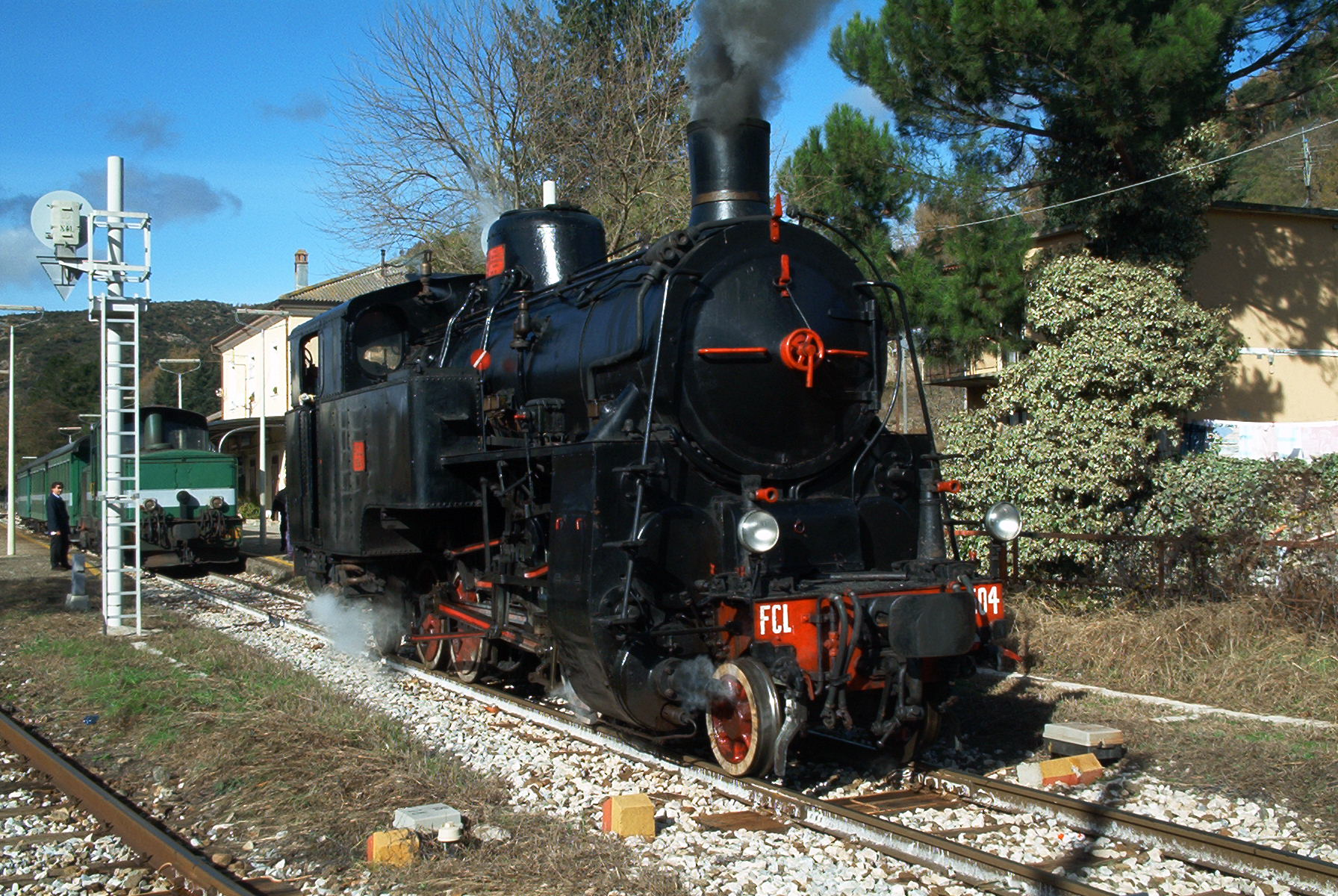
Locomotiva a vapore gruppo 500
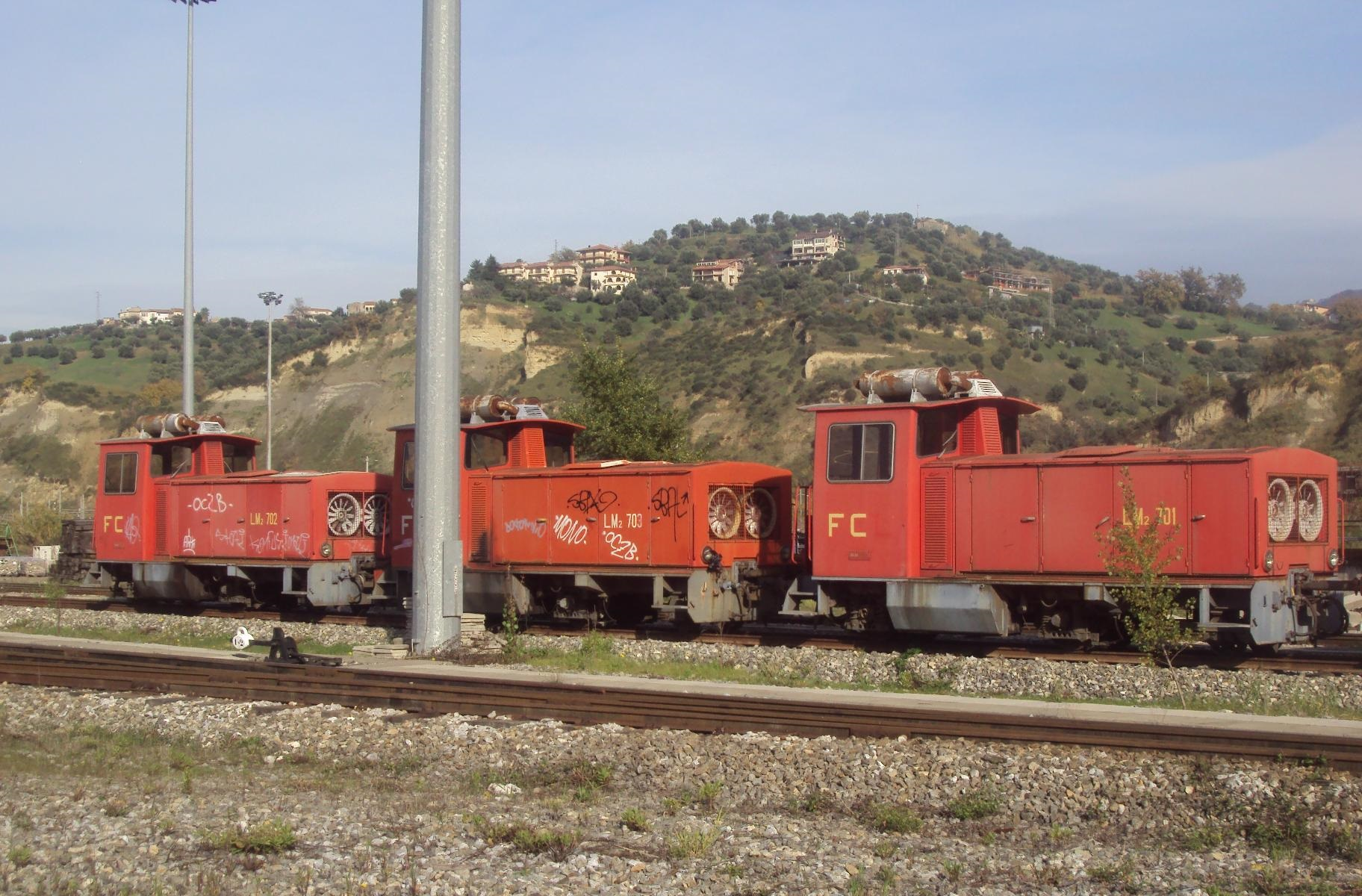
Locomotore a cremagliera LM2.700

- Automotrici monodirezionali n. 42
- Automotrici bidirezionali n. 59
- Automotrici a cremagliera n. 10
- Locomotive Diesel n. 9
- Locomotori Diesel a cremagliera (spintori) n. 3
- Rimorchiate n. 46
- Carri n. 150
- Carri gru n. 4
- Autobus n. 465

### Materiale rotabile - tabella di sintesi
| Tipo                | Unità           | Anno di acquisizione | Costruttore            | Rodiggio | Note                                                                                                   |
| ------------------- | --------------- | -------------------- | ---------------------- | -------- | --- |
| Locomotive a vapore | 1 ÷ 14          | 1915-18              | Breda                  | 0-3-0    | |
| Locomotive a vapore | 201 ÷ 203       | 1915                 | Breda                  | 0-3-0    | Originariamente a cremagliera, rimossa nel 1917                                                        |
| Locomotive a vapore | 241             | 1915                 | SLM                    | 0-3-0    | A cremagliera, acquistata dalla Società Veneta                                                         |
| Locomotive a vapore | 251 ÷ 253       | 1915                 | SLM                    | 0-3-0    | A cremagliera, acquistate dalle Ferrovie dell'Oberland bernese                                         |
| Locomotive a vapore | 261 ÷ 263       | 1916                 | SLM                    | 0-3-0    | A cremagliera, acquistate dalle Ferrovie dell'Oberland bernese                                         |
| Locomotive a vapore | 151             | 1917                 | Breda                  | 0-4-0    | Acquistata dalla Società Anonima delle Ferrovie e Tramvie Padane, ceduta nel 1940 alle Ferrovie Padane |
| Locomotive a vapore | 161 ÷ 163       | 1925                 | Borsig                 | 0-3-0    | Acquistate dalla Società Anonima per le Ferrovie Vicinali                                              |
| Locomotive a vapore | 171 ÷ 188       | 1922-23              | Breda                  | 1-3-0    | |
| Loomotive a vapore  | 351 ÷ 361       | 1926                 | Borsig, Breda, Ansaldo | 0-4-0    | |
| Loomotive a vapore  | 401 ÷ 421       | 1931                 | CEMSA                  | 1-3-0    | |
| Loomotive a vapore  | 501 ÷ 506       | 1931-32              | CEMSA                  | 1-3-0    | A cremagliera                                                                                          |
| Locomotive a vapore | 300.001 ÷ 002   | 1945                 | Reggiane               | 0-3-0    | Provenienti dalla ferrovia Massaua-Asmara                                                              |
| Locomotive Diesel   | 301             | 1924                 | Fiat-TIBB              | Bo'Bo'   | |
| Locomotive Diesel   | LM4 601 ÷ 606   | 1974                 | Ferrosud               | B'B'     | |
| Locomotive Diesel   | LM2 701 ÷ 703   | 1982-84              | SLM                    | 1'B      | A cremagliera                                                                                          |
| Locomotive Diesel   | LM2 751 ÷ 754   | 1984                 | Greco                  | B        | Locomotori da manovra                                                                                  |
| Automotrici Diesel  | M1 1 ÷ 14       | 1934                 | Carminati & Toselli    | 1A       | Unità 14 a cremagliera                                                                                 |
| Automotrici Diesel  | M1 30 ÷ 37      | 1934                 | OM                     | 1A       | |
| Automotrici Diesel  | M1C 81 ÷ 90     | 1937                 | Piaggio                | 1A       | A cremagliera                                                                                          |
| Automotrici Diesel  | M1C 81R ÷ 90R   | 1951-53              | Officine Ranieri       | 1A       | A cremagliera                                                                                          |
| Automotrici Diesel  | M2 DE 51 ÷ 60   | 1937                 | Piaggio                | (1A)(A1) | |
| Automotrici Diesel  | AR M2 101 ÷ 102 | 1948                 | Reggiane               | 1' Bo 1' | Automotrici articolate                                                                                 |
| Automotrici Diesel  | M2 71           | 1949                 | Fiat                   | (1A)(A1) | Acquistata dalla Ferrovia Appennino Centrale                                                           |
| Automotrici Diesel  | M2 72 ÷ 75      | 1949                 | Reggiane               | (1A)(A1) | |
| Automotrici Diesel  | M2 121 ÷ 147    | 1952-57              | Breda                  | B'2      | |
| Automotrici Diesel  | M2 201 ÷ 233    | 1966-83              | Breda, Ferrosud        | B'2      | |
| Automotrici Diesel  | M4 DE 151 ÷ 154 | 1970                 | OMS-TIBB               | Bo'Bo'   | Cedute alla ferrovia Circumetnea                                                                       |
| Automotrici Diesel  | M4 301 ÷ 315    | 1987-91              | Ferrosud               | B'B'     | |